# 電子基準点

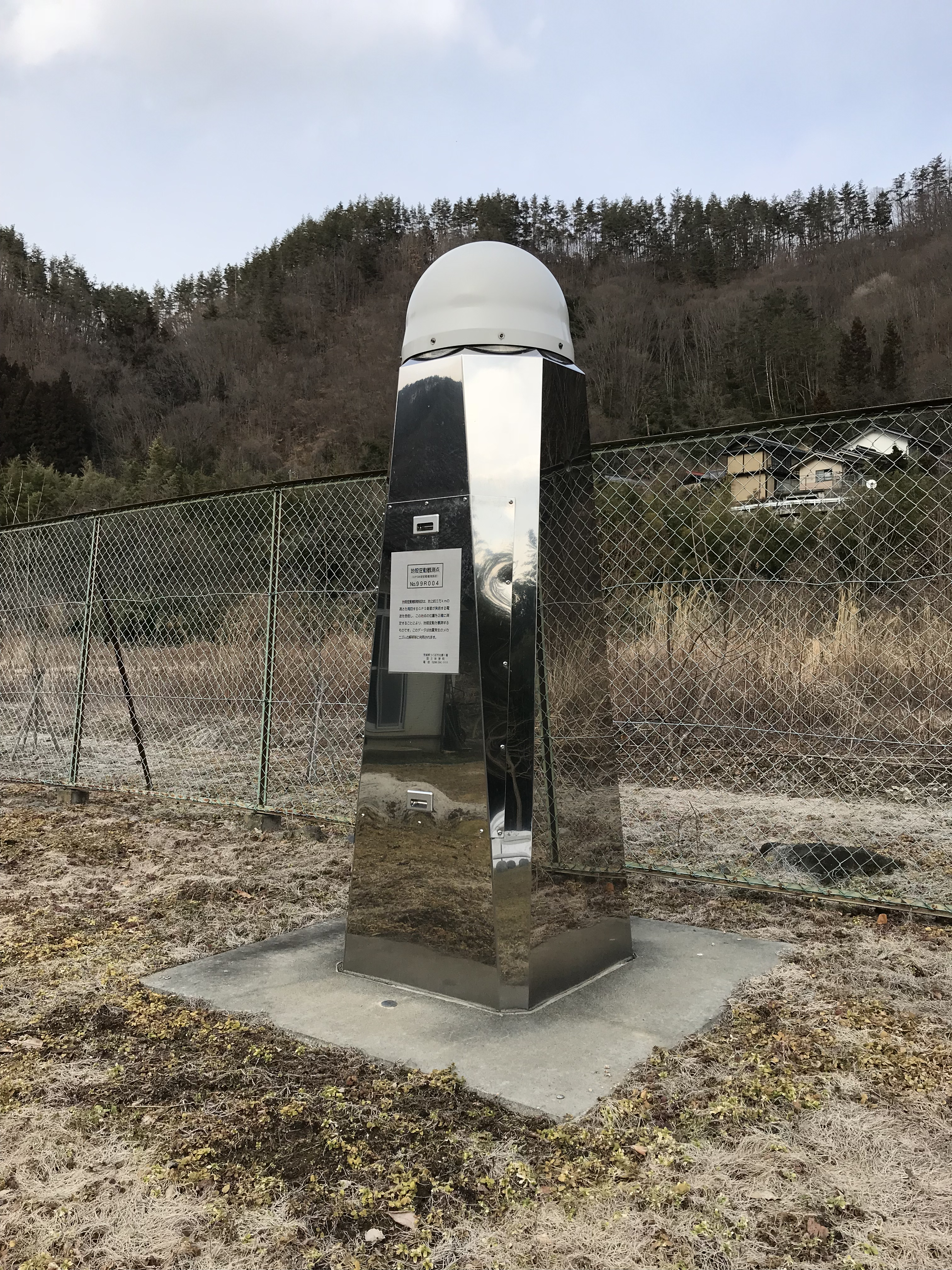
電子基準点（地殻変動観測施設）No.99R004

電子基準点（でんしきじゅんてん）とは国土地理院が管理するGNSSを使った測量における基準点、観測点の一つである。

国土地理院は精度の高い測量網、地殻変動を監視するシステムとしてGNSS連続観測システム（GEONET：GNSS Earth Observation Network System）を構築した。電子基準点は、その観測点（GNSS連続観測局：GNSS Continuously Operating Reference Station）である。

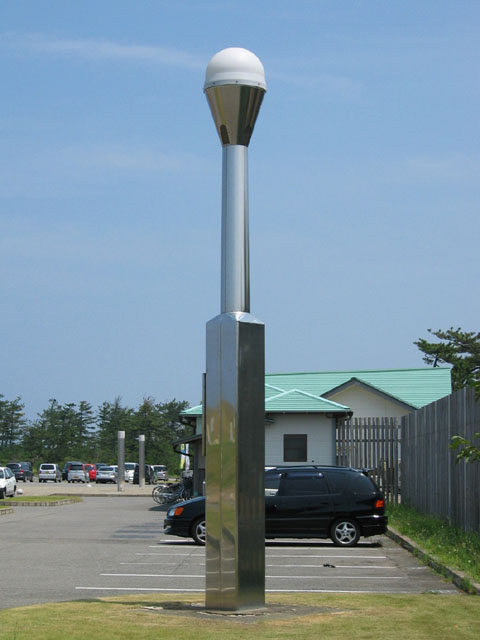
電子基準点（94型）

## 概要
電子基準点は日本全国に概ね20km間隔でおよそ1,300ヶ所に設置されている。南鳥島や沖ノ鳥島などの離島や富士山や乗鞍岳の山頂付近などの山岳部にも設置されている。電子基準点は学校や公園に設置されていることが多く、地理院地図や地形図では三角点と電波塔の地図記号を足し合わせたような地図記号で表記される。
国土地理院による電子基準点の前身となるGPSの連続観測は1992年から行われており、電子基準点の観測網は観測規模・歴史・データの品質・データの連続性は世界有数である。電子基準点と国土地理院にある中央局からなる、高密度かつ高精度な測量網の構築と広域の地殻変動の監視を目的とした観測システムをGEONETと呼ぶ。

## 外観
高さ約5mのステンレス製のピラーで、上部の白い半球の中にはGNSS衛星から電波を受信するアンテナが収納されており、上空視界を確保するとともにマルチパスによる品質悪化を避けている。ピラーの内部には受信機や通信用機器等が格納されている。設置年度によって、93型、94型、02型とピラーの形状が異なる。また、設置場所の環境により特殊な形状なものもある。軌道追跡局、地殻変動観測施設、験潮施設、高精度比高観測施設と呼ばれる電子基準点もある。これらの点も一般的な電子基準点と異なる形状をしている。夏季などは太陽の日射により南を向いた側でのみ僅かながら熱膨張による変形が生じるとされ、それを回避するための覆いを順次整備している。

## 用途

### 測量の基準
GNSSによる測量では2カ所以上の観測点でアンテナを固定し同時に観測を一定時間行い、その観測データを用いて相対測位を行うことで点間の基線長を非常に精密に計算することができる。電子基準点を既知点として用いることで、利用者が自分で既知点にGNSS機器を設置する必要がなくなり、測量作業が効率化される。国土地理院のHPにある「電子基準点データ提供サービス」によって30秒間隔の観測データと放送暦を無償で入手できる。また、「基準点成果等閲覧サービス」によって電子基準点の成果値が提供されるなど、国土地理院のサービスによって様々な観測データ・結果を照会できる。
基礎部には、電子基準点付属標と呼ばれる金属標が埋設してあり、トータルステーション等を用いる測量にも利用できるようになっている。一部の電子基準点の付属標には水準測量により標高が取り付けられており、二等水準点として標高成果が公開されている。水準測量により標高が取り付けられた電子基準点を用いることでGNSS測量機による水準測量を行うことができる。
離島や山岳地域などの一部の電子基準点を除いて観測データをリアルタイムに取得しており、配信機関を通じて民間会社である位置情報サービス事業者に提供・配信されネットワーク型RTK-GNSSなどによる測位などのリアルタイムに高精度な測位を行うことを可能にしている。

### 地殻変動の監視
電子基準点で観測されたデータは、一部を除き常時接続回線を通じて、リアルタイムで国土地理院に収集されている。集積されたデータを用いて定常解析を行い、各電子基準点の座標値および対流圏遅延の値を推定している。国土地理院が行う定常解析結果は、解析の実行スケジュール、使用する解析データの期間および衛星軌道情報（精密暦）により迅速解(Q)・速報解(R)・最終解(F)の3 種類がある。このうち速報解と最終解は日々の座標値として国土地理院HPから提供されている。2020年から次世代解析戦略「解析ストラテジ(第５版)」を試験公開、2021年からF5解・R5解として正式運用を開始した。
日本列島は4つのプレートの境界に位置していることから、地震や火山活動が活発で地殻変動も顕著である。日々、座標値を分析することで、これまでに様々な地象を観測してきた。GPSによる連続観測を始めた初期の1990年代前半に発生した北海道東方沖地震・三陸はるか沖地震・兵庫県南部地震（阪神・淡路大震災）において、断層運動による地殻変動を明瞭に捉えたことで、地震学や地球物理学において衛星測位技術とその連続観測の意義を見いだした。2011年の東北地方太平洋沖地震では、宮城県石巻市の牡鹿半島の電子基準点で地震時に５m以上の変動が観測された。東北地方太平洋沖地震の余効変動は地震から10年以上経過した2021年現在も継続していることが電子基準点の日々の座標値によって明らかになっている。これらの功績により、GEONETは2019年に地震学会による技術開発賞を受賞した。
日々の座標値は地殻変動の把握に役に立っているが、実際に地殻変動が起きていないにもかかわらず、座標値が変化して地殻変動と誤認されることもある。前線の通過や大雪といった気象の変化、上空の電離層の擾乱、周辺樹木による電波の受信障害、地下水のくみ上げ等による観測点固有のローカルな変動、アンテナ交換等に伴う人為的なオフセット等、様々な原因によるノイズが含まれている。また、解析上の問題で座標値の飛びも時々発生するとされる。そのため、地殻変動のような実際に起こっている微小なシグナルを捉えるためには、座標値は2点間の相対的な位置関係（基線ベクトル）で比較し、保守情報や周辺環境の状態を調べるなど、細心の注意が必要であると国土地理院は呼びかけている。
前述の通り、日本列島は複雑な地殻変動が起こっているため、実際の地球上の位置と測量成果の示す座標値が時間とともにずれてくる。また地震による局所的な地殻変動が発生することによって測量成果値との差が生じる。そこで国土地理院では、セミダイナミック補正や定常時地殻変動補正などの各種地殻変動補正パラメータを公開している。現在の座標値(今期座標)と国家座標である測量成果(元期座標)との整合性を取るためのこれらのパラメータの作成に電子基準点の日々の座標値が使われている。
また、国土地理院は電子基準点のリアルタイムデータを用いて地震による地殻変動量を即座に解析し、震源断層モデルを発震後数分で推定する手法を開発している。推定された断層モデルは関係機関と共有され、津波予測支援に使用される。

## 電子基準点の名称
電子基準点の名前は基本的に市町村名と6桁の番号で示される。同一市町村内に2カ所以上設置されている場合は市町村名の後ろに１,2と数字が付く。ただし、設置時期に差がある場合は”1”の点がない場合もある（例：安芸(950442)、安芸2(071152)）。6桁の番号は上2桁が設置年の下2桁で、下4桁が通算の点番号を示す。例えば、171222（東京千代田）は2017年設置の1222番目の点である。ただし、1992年の試験観測点や1993年設置のCOSMOS-G2からの点は5桁の番号となっている。地殻変動観測施設、験潮施設、高精度比高観測施設は点名にそれぞれRかS、P、Hが付与されている。これら5桁または6桁の点番号のうち下4桁が観測データのファイル名としてHPから公開されている。稀に電子基準点が移設されることもある。その際は、新たな点として電子基準点の点名にはA,Bとアルファベットが付けられ、点番号も新たに付与される。（例：根室1(940006)→根室1A(101182)）

## 歴史
- 1992年 - GPS連続観測網構築に向けて試験観測開始。
- 1993年 - 南関東・東海地方を中心に約110点設置(COSMOS-G2)。
- 1994年 - 約120km間隔で日本全国に約100点設置（合計210点）(GRAPES)。北海道東方沖地震、三陸はるか沖地震発生。
- 1995年 - 兵庫県南部地震（阪神・淡路大震災）発生
- 1996年 - COSMOS-G2とGRAPESが統合しGEONETとして運用開始（1995年と1996年にも新たに設置され、合計610点）
- 2002年 - 
  - 日本測地系から世界測地系へ移行。電子基準点を公共測量で使えるようになる。
  - リアルタイムデータの配信開始　(合計約1000点)
- 2011年 - 東北地方太平洋沖地震（東日本大震災）発生（合計約1200点）
- 2013年 - GLONASS,QZSS提供開始（合計約1300点）
- 2016年 - Galileo提供開始
- 2021年 - 解析ストラテジ(第5版) 日々の座標値F5解・R5解の正式運用開始[11][12]
- 2024年 - RINEX 4.01形式による電子基準点観測データの試験公開を開始

## 参考画像

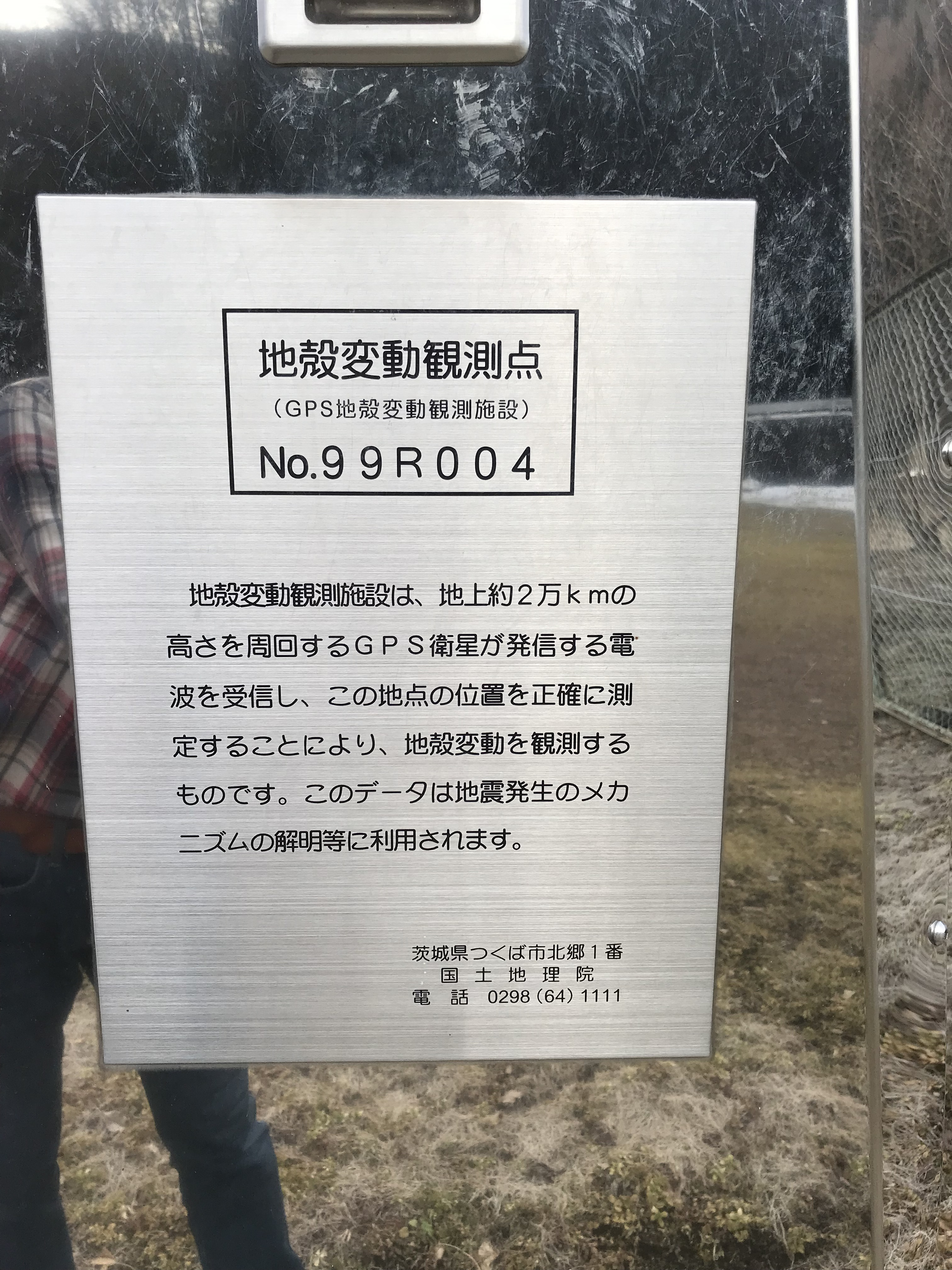
生坂観測施設の説明文
電子基準点の地図記号